# La battaglia dei Mods
La battaglia dei Mods (Crazy Baby) è un film del 1966, diretto da Franco Montemurro.

## Trama
In seguito alla morte della sua fidanzata in una rissa fra mods e rockers (fazioni notoriamente in rivalità tra di loro) a Liverpool, Ricky fugge a Roma dove diviene oggetto delle attenzioni della giovane fidanzata di suo padre.

## Colonna sonora
Nel corso del film Ricky Shayne canta:
- Bumble Bee di Fully-Baker
- Take a Heart di Dallon
- No, No, No, No di Fardon-Whitcher
- Crazy Baby I Got You di Ricky Shayne
- Dilly Dally di Johnson-King-Fowlkes
- Golden Dreamgirl di Nohra-Zambrini-Enriquez
- Number 1 di Migliacci-Zambrini-Enriquez
- Vi saluto amici Mods di Migliacci-Zambrini-Enriquez
- Il capo di Migliacci-Massara
- Cosa pensi di me di Migliacci-Zambrini
- Uno dei Mods di Migliacci-Mantovani-Meccia